# Wassermühle Wreechen
Die Wassermühle Wreechen ist eine ehemalige Wassermühle in Wreechen, einem Ortsteil von Putbus auf der Ostseeinsel Rügen. Heute befindet sich im nur zum Teil erhaltenen Mühlengehöft die privat betriebene Kunstausstellung und künstlerische Schauwerkstatt Alte Wassermühle.

## Geschichte
Die Mühle wurde erstmals in einer Urkunde vom 3. Januar 1396 erwähnt. Ein Prybor van Pudbuske erhielt hierin im Rahmen einer Erbteilung 34 Mark Sundisch an Einkünften der Wreechener Mühle. 1425 zahlte ein Wilke Nigenkerken 80 Mark Pacht. Im Jahr 1468 erhielt dann der Stralsunder Bürgermeister Erasmus Steenweg von seinem Schwiegervater Clawes van Pudbuske Hof und Mühle von Klein Wreechen für 525 sundische Mark übereignet. Zur damaligen Zeit wurde der Bereich um die Mühle in Unterscheidung zum weiter südöstlich gelegenen Wreechen als Klein Wreechen bezeichnet. Das Dorf wurde Groß Wreechen genannt.
Später gelangte die Mühle wieder in den Besitz der Herren zu Putbus. Im ältesten noch vorhandenen Pachtvertrag wird die Mühle im Jahr 1652 für einen jährlichen Pachtzins von sieben Drömt Mehl von der Putbuser Herrschaft an Jochim Kellermann verpachtet. 1663 hieß der Pächter Clawes Nord. Die Pacht betrug nun acht Drömt.
Im Jahr 1708 machte sich ein Neubau der Wassermühle erforderlich. Dieser wurde von Hans Hagen für einen Preis von 80 Talern vorgenommen. Im Jahr 1717 verließ der Müller Claas Hoog die Mühle. Mit dem Amt wurde eine Erbschichtung vereinbart. Zur Mühle gehörte auch etwas Vieh, welches unter den Geschwistern aufgeteilt wurde.
1763 wurde statt der bis dahin praktizierten Naturalpacht ein konkretes Pachtgeld von zunächst 56 Talern vereinbart. Als Müller wurde später ein Timm geführt, der 1791 die Mühle an den Garzer Müllermeister Jacob Hermann Witt übergab. Der neue Pachtvertrag lief über fünf Jahre. Zur Mühle gehörten auch eine Scheune und acht Morgen Ackerfläche. Anlässlich dieses Pachtvertrages erfolgte eine Aufnahme des Inventars, das bis heute erhalten ist und Aufschluss über den damaligen Zustand der Mühle gibt.
Danach bestand ein Fundament aus Feldsteinen, welches jedoch auf der Ostseite eingestürzt war. Das Mühlwerk bestand aus einem elf Zoll starken Oberstein, welcher allerdings Timm gehörte und vom neuen Müller mit je Zoll mit 4 Rtl. gekauft wurde. Der untere Mühlstein galt als verbraucht. Die Pfanne und das Mühleneisen sind schlecht, die Zapfen gut, der Schlag Rinck in brauchbarem Stande. Auch Getriebe, Scheffel, Metze, Kammrad und Kämme wurden für gut befunden. Der inwendige und der auswendige Zapfenstuhl seien brauchbar. Das Wasserrad und die Welle, mit sechs eisernen Bändern, waren neu und gut. Das Mühlenbett war mit feueren, aus Fichte gefertigten, Brettern ausgelegt.
Für den neuen Müller erwies sich jedoch die Anpachtung als wirtschaftlicher Fehlschlag. In den Sommern trat ein ständiger Wassermangel auf, der einen normalen Betrieb der Wassermühle verhinderte. Bereits 1783 gab Witt verarmt die Mühle wieder ab. Betten und Kleider des Müllers wurden wegen aufgetretener Schulden gepfändet.
1794 wurde mit Genehmigung der Putbuser Herrschaft für den neuen Müller Behm aus Gustow zusätzlich eine Bockwindmühle errichtet. Später wurde das Mühlengebäude jedoch nur noch als Wohnhaus genutzt. 1875 wurde daher die Mühlenanlage aus dem Gebäude entfernt. Die Windmühle brannte 1899 nach einer Brandstiftung ab. Der Mühlenhof wurde dann durch Wilhelm Knuth übernommen. Knuth, dessen Familie über Generationen als Müller tätig war, entschloss sich am Mühlenbach eine selbst entworfene kleine Wassermühle zu errichten. Diese betrieb er sodann tatsächlich auch wieder als Lohnmühle, um für Kundschaft Getreide zu mahlen. Nach seinem Tod übernahm Hans Knuth die Mühle und betrieb sie noch bis 1936 als Schrotmühle für den Eigenbedarf.

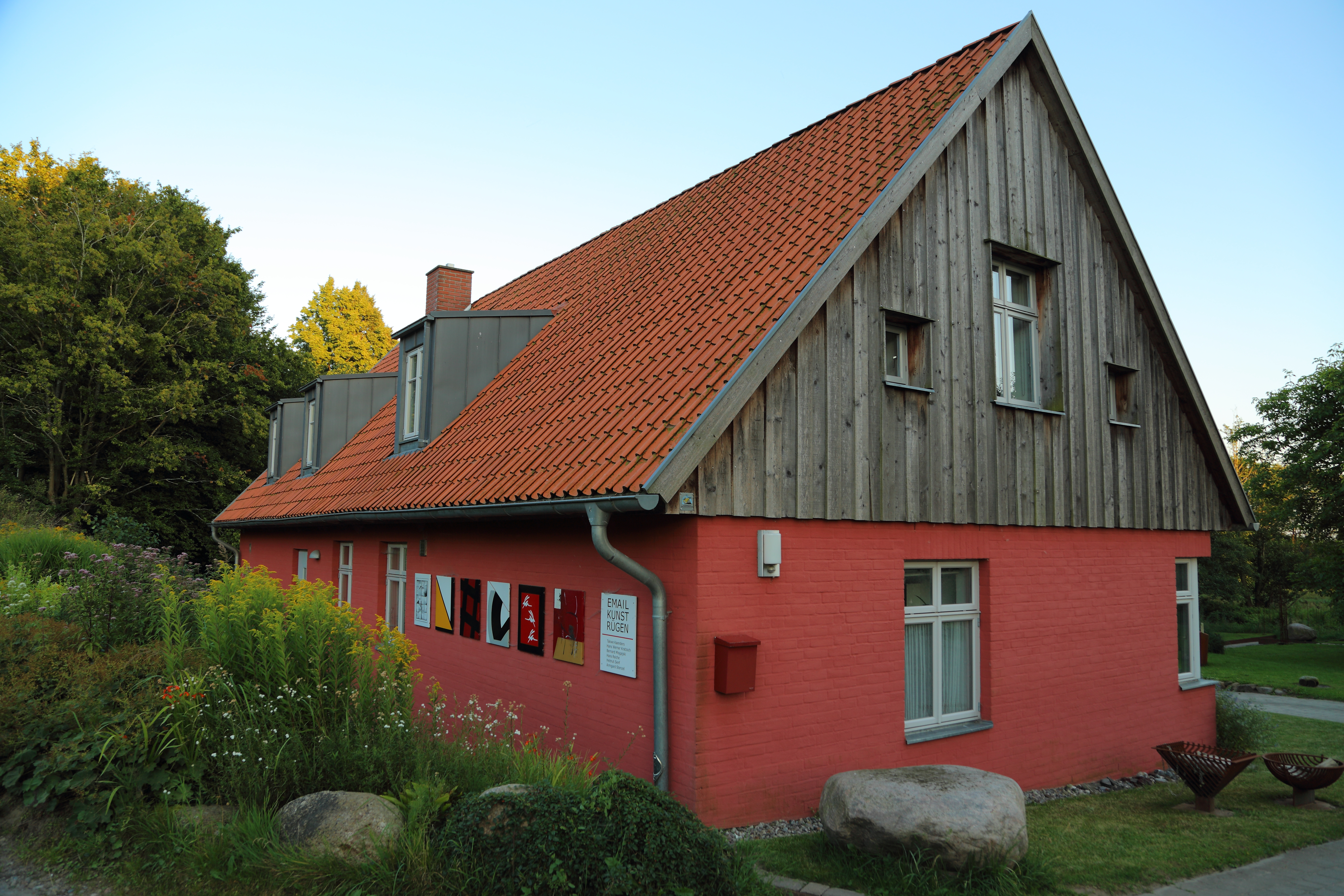
Das nach dem Brand 2003 errichtete Künstlerhaus Kunstort Alte Wassermühle im Jahr 2015.

Um den Jahrtausendwechsel wurde das Mühlengehöft von einem Künstlerehepaar erworben. Das Anwesen bestand noch aus Wohnhaus und Stall, die Mühlenanlage war nicht mehr erhalten. Das Wohnhaus und im Jahr 2001 auch der Stall wurden saniert. Der Stall wurde zu Künstleratelier, Galerie und Ausstellungsraum umgebaut. Das Fachwerk des Stalls wurde saniert und zum Teil neu ausgemauert. Im Jahr 2003 wurde das Wohnhaus durch eine Brandstiftung völlig zerstört. Auf den Grundmauern des ehemaligen Wohnhauses entstand ein neues Wohnhaus.

## Heutige Nutzung
Im so entstandenen Kunstort Alte Wassermühle samt Schauwerkstatt zeigt der hier tätige Künstler Bernhard Misgajski seine Werke. Es finden auch Ausstellungen mit Werken anderer Künstler statt. Im Garten befindet sich ein Skulpturenpark.